# Beg for It
«Beg for It» (с англ. — «Молить об этом») — песня австралийской хип-хоп исполнительницы Игги Азалии, записанная при участии датской певицы MØ. Авторами композиции стали сама Игги и Charli XCX. Песня была выпущена в качестве лид-сингла с переиздания дебютного альбома Азалии The New Classic — Reclassified.
Песня получила в целом благоприятные отзывы от музыкальных критиков, многие из которых высоко оценили её броскость. Другие были, однако, разочарованы её сходству с предыдущими синглами Азалии «Black Widow» и «Fancy». «Beg for It» попал в топ-30 в американского чарта Billboard Hot 100 и чарта Австралии, где достиг пика на 27 и 29 строчках соответственно. Он был более успешным в чарте Hot R&B/Hip-Hop Songs, где продержался на восьмом месте в течение пяти недель подряд, став четвёртым топ-10 хитом Азалии в 2014 году. В мае 2015 года «Beg for It» получил платиновую сертификацию от Американской  ассоциации звукозаписывающих компаний (RIAA).
Съёмки видеоклипа на песню, режиссёром которого должен был стать Дэвид Лашапель, так и не состоялись из-за проблем Азалии с туром. Вместо этого было выпущено официальное лирик-видео. Первое живое выступление состоялось на шоу «Saturday Night Live», многие раскритиковали его, в основном, из-за вокала MØ и тайминга. Позже певица объяснила, что у неё были проблемы с микрофоном. На всех следующих живых выступлениях, в том числе «The Tonight Show Starring Jimmy Fallon», People’s Choice Awards 2015 и American Music Awards 2014 MØ отсутствовала.

## Чарты
| Чарт (2014–15)                         | Высшая позиция |
| -------------------------------------- | -------------- |
| Австралия (ARIA)                       | 29             |
| Австралия (ARIA Urban)                 | 2              |
| Бельгия/Фландрия (Ultratip)            | 9              |
| Бельгия/Валлония (Ultratip)            | 19             |
| Бельгия/Фландрия (Ultratop Urban)      | 25             |
| Бразилия (ABPD)                        | 57             |
| Канада (Billboard Canadian Hot 100)    | 44             |
| Канада (Billboard CHR/Top 40)          | 24             |
| Канада (Billboard Hot AC)              | 46             |
| Германия (Deutsche Black Charts)       | 4              |
| Россия (Tophit)                        | 196            |
| Шотландия (Scottish Singles Chart)     | 88             |
| Великобритания (UK Singles Chart)      | 111            |
| Великобритания (UK R&B Chart)          | 16             |
| США (Billboard Hot 100)                | 27             |
| США (Billboard Dance/Mix Show Airplay) | 15             |
| США (Billboard Dance Club Songs)       | 3              |
| США (Billboard Hot R&B/Hip-Hop Songs)  | 8              |
| США (Billboard Hot Rap Songs)          | 5              |
| США (Billboard Mainstream Top 40)      | 11             |
| США (Billboard Rhythmic)               | 4              |

## Сертификации
| Регион | Сертификация | Продажи   |
| --- | ------------ | --------- |
| США (RIAA) | Платиновый   | 1 000 000 |
| * Данные о продажах приведены только на основе сертификации. ^ Данные о тиражах приведены только на основе сертификации. |              |           |